# Барре, Александра
Алекса́ндра Ша́ндор-Барре́ (фр. Alexandra Sandor-Barré; 29 января 1958, Будапешт) — венгерская и канадская гребчиха-байдарочница, выступала за сборные Венгрии и Канады во второй половине 1970-х — первой половине 1980-х годов. Серебряная и бронзовая призёрша летних Олимпийских игр в Лос-Анджелесе, победительница регат национального и международного значения.

## Биография
Александра Шандор родилась 29 января 1958 года в Будапеште. В детстве активно занималась спортивной гимнастикой, однако впоследствии перешла в греблю на байдарках. В 1975 году попала в сборную Венгрии и выступила на юниорском чемпионате мира, где познакомилась со своим будущим мужем, канадским гребцом Денисом Барре. Год спустя они встретились снова на Олимпийских играх в Монреале, где Барре представлял Канаду, а Шандор была с венгерской командой в качестве запасной гребчихи. В 1977 году между ними состоялась свадьба, а затем, после неудачной попытки отбора на Олимпиаду 1980 года в Москве, спортсменка эмигрировала в Канаду и приняла канадское гражданство.
В 1981 году Александра Барре прошла отбор в национальную сборную Канады и побывала на чемпионате мира в английском Ноттингеме, заняв в двойках и четвёрках шестые места. В следующем сезоне на мировом первенстве в югославском Белграде показала в тех же дисциплинах пятый результат, ещё через год на аналогичных соревнованиях в финском Тампере стала седьмой и девятой соответственно.
Благодаря череде удачных выступлений удостоилась права защищать честь страны на летних Олимпийских играх 1984 года в Лос-Анджелесе — вместе со своей напарницей Сьюзан Холлоуэй завоевала серебряную медаль в двойках на пятистах метрах, тогда как в четырёхместном экипаже, куда также добавились Люси Гуэй и Барбара Олмстед, взяла бронзу. Это были первые олимпийские медали Канады в гребле на байдарках среди женщин. При всём при том, страны социалистического лагеря по политическим причинам бойкотировали эти соревнования, и многих сильнейших спортсменов из ГДР, Восточной Европы и СССР здесь попросту не было.
После Олимпиады Барре ещё в течение некоторого времени оставалась в основном составе канадской национальной сборной и продолжала принимать участие в крупнейших международных регатах. Так, в 1985 году она выступила на чемпионате мира в бельгийском Мехелене, где, тем не менее, попасть в число призёров не смогла — финишировала в четвёрках шестой. В 1986 году приняла решение завершить карьеру профессиональной спортсменки, уступив место в сборной молодым канадским гребчихам.
Её дочь Милани Барре тоже добилась немалого успеха в гребле на байдарках, участвовала в Олимпийских играх 2004 и 2008 годов.